# Zeitschrift für Völkerpsychologie und Sprachwissenschaft
Zeitschrift für Völkerpsychologie und Sprachwissenschaft var en tyskspråkig folkpsykologisk tidskrift, grundad 1859 av Moritz Lazarus och Heyman Steinthal. 
Tidskriftens namn återspeglar det strikta samband som men vid denna tid ansåg föreligga mellan folkanden och språket.
Den utkom mellan 1860 och 1890 i 20 band. Den fortsatte sedan att utkomma under namnet Zeitschrift für Volkskunde. 